# Mariola Zenik
Mariola Katarzyna Zenik z d. Barbachowska (ur. 3 lipca 1982 w Węgrowie) – polska siatkarka, grająca na pozycji libero, reprezentantka Polski. Złota i brązowa medalistka mistrzostw Europy. Wielokrotna medalistka mistrzostw Polski, trzykrotna zdobywczyni Pucharu Polski.

## Kariera klubowa
W najwyższej klasie rozgrywkowej zadebiutowała w sezonie 2001/2002 roku w barwach Skry Warszawa, z którą wywalczyła srebrny medal mistrzostw Polski (2002). W sezonie 2003/2004 była siatkarką drużyny Tele-Net Autopart Mielec, kończąc sezon na trzecim miejscu. Na pierwszy zagraniczny transfer zdecydowała się w 2004 roku, podpisując kontrakt z klubem Universal Possidiese Carpi. Po roku gry we Włoszech, na jeden sezon (2005/2006) wróciła do Polski, dołączając do Nafty-Gaz Piła, z którą zdobyła srebrny medal w lidze. W sezonie 2006/2007 reprezentowała rosyjski klub Zarieczje Odincowo, zdobywając Puchar Rosji, a także kończąc rozgrywki Pucharu CEV na drugim miejscu.
W latach 2007–2012 grała w Muszyniance-Fakro Muszyna. Z tym klubem wywalczyła trzy złote (2007/2008, 2008/2009, 2010/2011) oraz jeden srebrny medal mistrzostw Polski (2011/2012), Puchar Polski (2010/2011), a także Superpuchar Polski (2009, 2011). W latach 2012–2014 wraz z Treflem Sopot zdobyła złoty (2012/2013) i brązowy (2013/2014) medal mistrzostw Polski.
Ostatnią drużyną, którą reprezentowała w latach 2014-2017 był Chemik Police, z którym wygrała trzykrotnie mistrzostwo Polski (2014/2015, 2015/2016, 2016/2017), dwa Puchary Polski (2015/2016, 2016/2017) oraz dwa Superpuchary Polski (2014, 2015)
Po sezonie 2016/2017 zawiesiła karierę ze względu na ciążę.

## Kariera reprezentacyjna
Wraz z reprezentacją Polski kadetek w 1999 roku wywalczyła złoty medal mistrzostw Europy. Rok później w mistrzostwach Europy juniorek zajęła trzecie miejsce. W reprezentacji Polski seniorek występowała w latach 2001-2014. W 2005 roku podczas turnieju rozgrywanego w Chorwacji została mistrzynią Europy. W 2009 roku wraz z reprezentacją Polski wywalczyła brązowy medal mistrzostw Europy, które były organizowane w Polsce.

## Sukcesy reprezentacyjne
| Osiągnięcie                 | Trofeum      | Rok       |
| Mistrzostwa Europy Kadetek  | złoto        | 1999      |
| Mistrzostwa Europy Juniorek | brąz         | 2000      |
| Mistrzostwa Europy          | złoto · brąz | 2005 2009 |
| Puchar Piemontu             | złoto        | 2009      |

## Sukcesy klubowe
| Osiągnięcie        | Trofeum               | Sezon/Rok |
| Mistrzostwo Polski | złoto · srebro · brąz | 2007/2008, 2008/2009, 2010/2011, 2012/2013, 2014/2015, 2015/2016, 2016/2017 2001/2002, 2005/2006, 2009/2010, 2011/2012 2003/2004, 2013/2014 |
| Puchar Rosji       | złoto                 | 2006 |
| Puchar CEV         | srebro                | 2006/2007 |
| Superpuchar Polski | złoto                 | 2009, 2011, 2014, 2015, |
| Puchar Polski      | złoto                 | 2010/2011, 2015/2016, 2016/2017 |

## Nagrody indywidualne
- 1999: MVP Mistrzostw Europy Kadetek
- 2006: Najlepsza przyjmująca Pucharu Polski
- 2006: Najlepsza siatkarka Polski
- 2007: Najlepsza broniąca turnieju Volley Masters Montreux
- 2009: Najlepsza broniąca Pucharu Polski
- 2010: Najlepsza libero i broniąca turnieju kwalifikacyjnego do Mistrzostw Świata
- 2010: Najlepsza broniąca Pucharu Polski
- 2011: Najlepsza przyjmująca Pucharu Polski
- 2016: Najlepsza broniąca Pucharu Polski

## Odznaczenia
- Złoty Krzyż Zasługi, 22 listopada 2005[2]